# Emmett Leahy
Emmett Joseph Leahy (24 de desembre de 1910 - 23 de juny de 1964) va ser un arxiver i empresari nord-americà. Va ser un pioner en la disciplina de la gestió de documents. Després de treballar als Arxius Nacionals i després durant la Segona Guerra Mundial a la Marina dels Estats Units, va entrar en negocis privats com a consultor en gestió de documents i com a proveïdor d'emmagatzematge de documents. També va participar en les dues comissions Hoover per millorar l'eficiència i l'eficàcia del govern.
Des del 1967 s'atorga anualment el Premi Emmett Leahy a persones que han tingut un impacte important en el camp de la gestió de la informació.

## Primers anys (1910-1934)
Emmett Joseph Leahy va néixer el 24 de desembre de 1910 a Washington, DC. Els seus pares eren immigrants del sud d'Irlanda. L'any 1928 fou posat a prova en una ordre docent de l'Església Catòlica, els Germans de les Escoles Cristianes. Va assistir a La Salle College a Pennsilvània, va obtenir una llicenciatura de la Universitat Catòlica d'Amèrica i va estudiar el grau a la Universitat Catòlica i la Universitat de Pittsburgh. Deixà l'orde de Germans de les Escoles Cristianes l'any 1934. Més tard va estudiar a la Universitat de Harvard a la American University.

## Arxius nacionals (1934–1941)
Leahy va treballar durant un curt període amb la Comissió Federal de Comerç. Després es va incorporar als Arxius Nacionals el juliol de 1935. Va ser assignat a un comitè per examinar els documents que havien estat presentats a l'arxiver, però que no tenien cap valor permanent ni interès històric. El comitè aviat va arribar a la conclusió que les agències federals havien de gestionar els seus registres de manera més sistemàtica i segregar els registres temporals dels quals tenien un valor més permanent. Leahy va fer molt per crear un programa per definir el cicle de vida dels registres des de la seva creació i ús fins a la seva eventual destrucció o arxiu. També va estudiar el gran nombre de registres inútils o duplicats en moltes agències federals.
L'any 1938 Leahy va passar nou mesos a Europa estudiant com els governs d'allà reduïen el volum de material d'arxiu. El seu article sobre Reducció dels Registres Públics va resumir les seves conclusions a partir de l'anàlisi d'arxius i administracions de registre a Europa i Egipte, i les maneres en què van eliminar els registres públics sense valor. Va rebutjar l'opinió de Sir Hilary Jenkinson del Regne Unit que els arxivers no haurien de participar en aquest procés perquè ja no serien considerats imparcials. Va descriure processos per definir classes de registres sense valor, emmagatzemar-los i definir temps estàndard en què serien destruïts, amb registres de la seva destrucció.
Leahy es va convertir en un líder de l'esforç per introduir la gestió de documents al govern federal. Va ser president del Comitè de Reducció del Material Arxivístic de la Societat d'Arxivers Americans, que més tard esdevingué el Comitè d'Administració de Documents. El 1941, Leahy va presentar el cas a l'⁣Oficina del Pressupost per establir oficials de registres als principals departaments i agències federals, amb un Consell d'Administració de Documents amb seu a l'Oficina del Pressupost. La Comissió de Servei Civil dels Estats Units va establir el Comitè Interdepartamental d'Administració de Registres més tard el 1941. Leahy va ser membre del comitè de direcció i va representar primer els Arxius Nacionals i després el Departament de la Marina en aquest comitè.

## Marina dels Estats Units (1941-1945)
Durant la Segona Guerra Mundial (1939–1945), Leahy es va traslladar al Departament de la Marina dels Estats Units el setembre de 1941 com a director de coordinació de registres. L'octubre de 1942 va ser nomenat tinent comandant a la Reserva de la Marina dels Estats Units. Va ser director de l'Oficina d'Administració de Registres de la Marina fins al novembre de 1945, quan va ser alliberat del servei actiu.
Leahy va ser pioner en el concepte d'estalvi d'espai mantenint registres inactius en unitats d'emmagatzematge d'alta densitat en centres de discos. El Servei d'Arxius de la Marina va establir els primers centres de registres intermedis del govern federal, alliberant espai i arxivadors per utilitzar-los en l'esforç de guerra. Leahy va establir centres de registres navals a Virgínia, Pennsilvània, Nova York, Califòrnia i Hawaii.
També va introduir procediments per gestionar els fitxers actius i la correspondència, i per microfilmar els registres importants i grans, i els registres per als quals es necessitava una còpia de seguretat. Això incloïa milions de còpies en microfilm de dibuixos d'enginyeria d'avions, artilleria i vaixells per utilitzar-los en reparacions. Va introduir el sistema "Correspondex" de cartes i paràgrafs estandarditzats per a la correspondència rutinària, reduint molt l'esforç manual. Les seves innovacions van reduir els costos en 21 milions de dòlars a l'armada, per la qual cosa va ser guardonat amb la cinta d'elogis de la Marina.

## Carrera empresarial (1945–1964)
Després de deixar la marina el 1945, Leahy es va incorporar a Remington Rand i va treballar durant dos anys a les divisions de consultoria de gestió i microfilmació. Va desenvolupar les idees de definir un cicle de vida dels registres i de produir estadístiques sobre els costos de mantenir els registres. El 1948 Leahy va obtenir finançament de la Fundació Rockefeller per fundar el National Records Management Council, sense ànim de lucre. Aquesta organització va elaborar material educatiu sobre la gestió de documents i va ajudar a organitzacions privades i públiques a millorar la gestió de documents. Leahy es va convertir en el seu director executiu.
El 1948, Leahy va fundar una consultoria, Leahy & Co., per ajudar els governs locals com la ciutat de Nova York a mantenir el control de la mida dels seus registres. A partir de 1949 va adquirir clients corporatius com Eastern Air Lines, DuPont, Bethlehem Steel i Alcoa. Leahy & Co. va registrar beneficis de 100.000 dòlars el 1951. Aquell any va fundar Leahy Business Archives, amb seu a la ciutat de Nova York, que proporcionava instal·lacions segures per a empreses privades per emmagatzemar registres inactius.
Leahy va renunciar al National Records Management Council el 1953 per centrar-se en el seu negoci privat de consultoria i emmagatzematge de documents. La feina que havia fet per al govern federal va donar una gran credibilitat a aquestes empreses. El 1953 va fundar Leahy Archives Inc., que es va fer càrrec del Business Archives Center.  Va ser president de Leahy and Co. i Leahy Archives Inc. quan va morir d'una trombosi cerebral el 23 de juny de 1964.

## Comissions Hoover
De 1947 a 1949 Leahy va formar part de la primera Comissió sobre l'Organització del Poder Executiu del Govern (Comissió Hoover) presidida per l'antic president Herbert Hoover. En aquesta comissió va proposar que la gestió de documents s'hauria de preocupar per l'eficiència i la rendibilitat, i s'hauria de tractar separadament de l'arxiu històric.
L'Informe de Leahy d'octubre de 1948 sobre la gestió de registres Report on Records Management va recomanar que els Arxius Nacionals i tots els altres dipòsits governamentals de documents no actuals fossin col·locats sota una Administració Federal de Registres de nova creació, que operaria els Centres de Registres Federals. També va recomanar una Llei de gestió de registres federals per proporcionar el marc legal per a la gestió del cicle de vida dels registres del govern federal i un oficial de registres de cada departament i agència federal. La proposta de separar l'administració de documents dels arxius va ser rebutjada, però la nova Administració d'Arxius i Registres Nacionals es va col·locar sota la nova Administració de Serveis Generals tal com volia Leahy. La Federal Records Act es va aprovar el 1950 i va assegurar que tots els departaments i agències federals tinguessin un programa per a la gestió de documents.
El 1953 Leahy va ser nomenat cap del Grup de Treball sobre Gestió de Paperes al Govern, part de la segona Comissió Hoover per reduir costos i millorar l'eficiència i el servei al govern federal. El seu grup de treball va demostrar que es podrien estalviar milions de dòlars anuals mitjançant processos de gestió de paperassa a tot el govern.

## Publicacions
- Leahy, Emmett J. Reduction of Public Records, 1939.
- Leahy, Emmett J. Records Administration and the National Emergency, 1941.
- Leahy, Emmett J.; Bahmer, Robert H.; Holdcamper, Forrest R. Bulletin no. 3, The Care of Records in a National Emergency.  National Archives, 1941.
- Leahy, Emmett J. Records Administration and the War.  National Archives, 1942.
- Leahy, Emmett J. Records Management in the United States Government.  U.S. Government Printing Office, 1949.